# Nasca (castniídeos)
Nasca (Brachodidae) é um gênero de traça pertencente à família Brachodidae.